# В поисках «Титаника»
В поисках «Титаника» (итал. Tentacolino) — итальянский анимационный фильм 2004 года режиссёров Орландо Корради и Ким Джун Ока. Является сиквелом вышедшего в 1999 году мультфильма Легенда «Титаника».

## Сюжет
В 1915 году, через три года после событий первой части Дон Хуан, Элизабет, пёс Смайл и их любимые мышата Коннорс и Ронни получают задание от ВМС США исследовать океанские глубины в поисках затонувшего «Титаника». В это время банда акул в тюремной одежде находит спускающуюся батисферу и вызывает своего лидера по имени Ледозуб. Он приказывает акулам перерезать кабель батисферы, в котором находятся люди с питомцами, и потопить её, потому что ему не нравится желтый цвет корабля. После нападения акулы корабль падает и застревает между камнями, в результате чего пассажиры теряют сознание. Гигантский осьминог по имени Щупальца находит корабль и пытается вытащить его, узнавая пассажиров на борту. Внезапно прибывают обитатели подводного мира и заявляют, что поверхность слишком далеко, и обитатели погибнут из-за потери кислорода в результате удара. Они входят в корабль и используют аэрозольные баллончики, чтобы установить пузыри на головы пострадавших. Когда они возвращаются на свою базу, группа просыпается и оказывается в Атлантиде, где живут морские обитатели. Смайл напуган, думая, что попал в «собачий ад», но вскоре успокаивается.
Перед входом в город участники экспедиции выпивают эликсир, который позволяет им дышать под водой. Пинго, живая игрушечная серебряная рыбка, которая является одним из послов монархии Атлантиды, показывает им музыкальный номер в комнате, полной живых игрушек, а затем в конце добавляет, что они не могут вернуться на поверхность, тем самым вызвав у них шок. Позже на главной площади Смайл влюбляется в белую самку кокер-спаниеля и пытается ухаживать за ней, в конце концов радуя ее розой, посаженной на ее волосы. Тем временем к мышам Ронни и Коннорс приближается пара крыс, после чего вместе с ними отправляются на секретную встречу большой группы мышей и крыс, где узнают о заговоре с целью украсть эликсир жизни Атлантиды, чтобы обрести бессмертие и с помощью него завоевать весь мир. Группу возглавляет напыщенная, но наивная крыса-пропагандист, и она находится в сговоре с акулами и их лидером Ледозубом из прошлого. Вернувшись в Атлантиду Ронни и Коннорс предупреждают жителей о заговоре. Король Атлантиды решает, чтобы две мыши шпионили за ним за планом крыс, и заменяет флягу с эликсиром флягой с обычной водой, чтобы саботировать план.
Акулы отправляют телеграмму на лодку на поверхности, где пара мужчин отправляется в собственную экспедицию, чтобы найти предполагаемое сокровище на «Титанике». Им говорят быть начеку и поддерживать акул и крыс в их миссии. Во время битвы между водяными и акулами молодой игрушечный солдатик становится новым генералом артиллерийской группы в стиле XIX века после того, как его сначала приняли за маленькую девочку из-за парика, который он носил. Моряки используют лазер амнезии, чтобы поразить корабль на поверхности, заставляя людей забыть, что они делали, чтобы оттолкнуть их. Тем временем крысы и мыши крадут поддельный эликсир и представляют его своему лидеру крыс и старейшине мышей, которых используют в качестве подопытного кролика, чтобы увидеть, как работает эликсир. Выпив одну каплю из фляги, старшего привязывают к паре кирпичей и бросают в глубокий колодец с водой, который почти топит его. Затем несколько мышей прыгают, чтобы спасти его, понимая, что эликсир был ненастоящим. Разъяренный старейшина требует, чтобы лидера крыс и его товарищей по заговору поместили в психиатрическую больницу в канализации и оставили там навсегда, несмотря на его отчаянные мольбы.
В награду за их помощь в защите Атлантиды от акул и крыс король помогает экспедиторам в восстановлении «Титаника», заручившись поддержкой осьминога Щупальца и Пинго. Затем король переносит «Титаник» и экспедицию в бухту секретного острова, где Дон Хуан и Элизабет будут жить долго и счастливо, имея возможность вернуться в Атлантиду, когда захотят.

## Роли озвучивали
- Джейн Александер — Элизабет
- Анна Маццотти — Ронни
- Франсис Пардейян — Дон Хуан
- Грегори Снегофф — Смайл

### Оригинальная итальянская озвучка
- Родольфо Бьянчи — Король
- Фабио Бокканера — Дон Хуан
- Паоло Бульони — Айс
- Стефано Крешентини — Коннорс
- Оливьеро Динелли — Осьминог Щупальца
- Луиджи Ферраро — Мышь-пират
- Кристиан Иансанте — Барон вон Тильт
- Беатриче Марджотти — Королева Атлантиды / Морская амазонка #2
- Стефано Мондини — Смайл
- Фабрицио Видале — Кьюттер

## Отзывы
Тим Брайтон из Alternate Ending дал фильму 0,5 балла из 5, заявив: «Один из лучших фильмов, который настолько плох, что даже хорош за последние 25 лет».